# چندلر (تگزاس)
چندلر، تگزاس (به انگلیسی: Chandler, Texas) شهری در ایالت تگزاس از ایالات جنوبی ایالات متحده آمریکا است. در سرشماری سال ۲۰۰۰، جمعیت این شهر ۲۰۹۹ نفر اعلام شد.